# Kyuuyaku Megami Tensei
Kyuuyaku Megami Tensei (旧約・女神転生?, Kyuuyaku Megami Tensei) è il remake per Super Nintendo dei due Megami Tensei per Nintendo Entertainment System. Questo videogioco di ruolo è stato pubblicato in Giappone dalla Atlus il 31 marzo 1995.